# Chronologie der Raumsonden zu Kometen und Asteroiden
Diese Liste führt chronologisch geordnet nach ihrem Start von der Erde alle Raumsonden auf, die mit dem Ziel gestartet wurden, einen Asteroiden oder Kometen zu erreichen.
Der Grad der Erfolge ist in den folgenden Farben markiert:
| Misserfolg                                                                                   | Teilerfolg | erfolgreich | planmäßig laufend |
| Inhaltsverzeichnis: 1970er • 1980er • 1990er • 2000er • 2010er • 2020er • geplant • Konzepte |            |             |                   |

| Nr.                                 | Mission                   | Bild                      | Startdatum         | Organisation/Land | Ergebnisse |
| ----------------------------------- | ------------------------- | ------------------------- | ------------------ | ----------------- | --- |
| 1970er: 78                          |                           |                           |                    |                   | |
| 1.                                  | ISEE-3/ICE                | Mariner 8–9               | 12. August 1978    | NASA (USA)        | Wurde zunächst in einen Halo-Orbit um den Lagrange-Punkt L1 gebracht, um die Wechselwirkung des Erdmagnetfeldes mit der Sonne zu erforschen. Danach verließ die Sonde unter dem neuen Namen „International Cometary Explorer“ das Erdschwerefeld, flog am 11. September 1985 in 7.800 km Abstand am Kometen Giacobini-Zinner vorbei und näherte sich dem Halleyschen Kometen im März 1986 auf 31 Millionen km an. |
| 1980er: 84 – 85 – 89                |                           |                           |                    |                   | |
| 2.                                  | Vega 1                    | Modell der Vega-1-Sonde   | 15. Dezember 1984  | Sowjetunion       | Flog am 11. Juni 1985 an der Venus und am 6. März 1986 in 8.890 km Entfernung am Kometen Halley vorbei. |
| 3.                                  | Vega 2                    |                           | 21. Dezember 1984  | Sowjetunion       | Flog am 14. Juni 1985 an der Venus und am 9. März 1986 in 8.030 km Entfernung am Kometen Halley vorbei. |
|                                     |                           |                           |                    |                   | |
| 4.                                  | Sakigake                  | Sakigake                  | 8. Januar 1985     | Japan             | Flog am 11. März 1986 in 7 Millionen km Entfernung am Kometen Halley vorbei. Weitere Vorbeiflüge an den Kometen Honda-Mrkos-Pajdušáková und Giacobini-Zinner konnten wegen der erschöpften Treibstoffvorräte nicht mehr realisiert werden. |
| 5.                                  | Giotto                    |                           | 2. Juli 1985       | ESA               | Flog am 14. März 1986 in nur 596 km Entfernung am Kometen Halley vorbei und überstand überraschenderweise die enge Passage. Am 10. Juli 1992 passierte die Sonde den Kometen Grigg-Skjellerup in einem Abstand von 200 km. |
| 6.                                  | Suisei                    | Suisei                    | 18. August 1985    | Japan             | Flog am 8. März 1986 in 151.000 km Entfernung am Kometen Halley vorbei. Weitere Vorbeiflüge an den Kometen Tempel-Tuttle und Giacobini-Zinner konnten wegen der erschöpften Treibstoffvorräte nicht mehr realisiert werden. |
|                                     |                           |                           |                    |                   | |
| 7.                                  | Galileo                   | Galileo                   | 18. Oktober 1989   | NASA (USA)        | Jupitersonde; 29. Oktober 1991: Flyby am Asteroiden Gaspra in einer Entfernung von 1.601 km; 28. August 1993: Flyby am Asteroiden Ida in einer Entfernung von 2.400 km. |
| 1990er: 94 – 96 – 98 – 99           |                           |                           |                    |                   | |
| 8.                                  | Clementine                | Clementine                | 25. Januar 1994    | NASA (USA)        | Mondsonde, sollte danach das Erdschwerefeld verlassen und den Asteroiden Geographos erkunden. Durch eine Computerpanne kam es am 7. Mai zu einer fehlerhaften Triebwerkszündung, die die Sonde in eine Eigenrotation von 80 Umdrehungen pro Minute versetzte und alle Treibstoffreserven verbrauchte. |
|                                     |                           |                           |                    |                   | |
| 9.                                  | NEAR Shoemaker            | NEAR Shoemaker            | 17. Februar 1996   | NASA (USA)        | 27. Oktober 1997 Vorbeiflug am Asteroiden (253) Mathilde, 14. Februar 2000 Orbit um Eros, 12. Februar 2001 Landung auf Eros. Damit erste Umrundung eines Asteroiden und erste Landung auf einen Asteroiden. |
|                                     |                           |                           |                    |                   | |
| 10.                                 | Deep Space 1              | Deep Space 1              | 24. Oktober 1998   | NASA (USA)        | Passierte den Asteroiden (9969) Braille am 29. Juli 1999. Aufgrund falscher Ausrichtung der Kamera konnten nur wenige Bilder aus großer Entfernung gewonnen werden. Vorbeiflug am Kometen 19P/Borrelly in etwa 2200 km Abstand. Die Hauptaufgabe war der Test der NSTAR-Iontriebwerke und andere Technologietests. |
|                                     |                           |                           |                    |                   | |
| 11.                                 | Stardust                  | Stardust                  | 7. Februar 1999    | NASA (USA)        | Zur Vorbereitung für das eigentliche Missionsziel flog Stardust am 2. November 2002 in 3.300 km Entfernung am Asteroiden Annefrank vorbei. Am 2. Januar 2004 flog Stardust in einer Entfernung von 240 km an dem Kometen 81P/Wild 2 vorbei, schoss mehrere Aufnahmen und sammelte Kometenmaterial ein. Am 15. Januar 2006 setzte Stardust eine Landekapsel ab, die in die Erdatmosphäre eintauchte, um anschließend an einem Fallschirm hängend auf der Erdoberfläche aufzusetzen. In einer erweiterten Mission wurde am 14. Februar 2011 der Komet 9P/Tempel 1 passiert, um den durch den Einschlag des Impaktors von Deep Impact entstandenen Krater zu fotografieren. |
| 2000er: 02 – 03 – 04 – 05 – 06 – 07 |                           |                           |                    |                   | |
| 12.                                 | CONTOUR                   | CONTOUR                   | 3. Juli 2002       | NASA (USA)        | Sollte an den Kometen Encke, Schwassmann-Wachmann 3 und 6P/d’Arrest vorbeifliegen. Die Sonde verunglückte kurz nach dem Start im Erdorbit und zerbrach in mehrere Teile. |
|                                     |                           |                           |                    |                   | |
| 13.                                 | Hayabusa                  | Hayabusa                  | 9. Mai 2003        | JAXA (Japan)      | Erreichte am 12. September 2005 den Asteroiden (25143) Itokawa und nahm dort Bodenproben. Eine kleine Landesonde namens Minerva scheiterte. Nach einem Rückflug, der sich wegen diverser technischer Probleme um drei Jahre verzögerte, trat Hayabusa am 13. Juni 2010 in die Erdatmosphäre ein. Die abgetrennte Rückkehrkapsel mit der Probe landete in Australien. Es war die erste von der Oberfläche eines Asteroiden mit einem Raumfahrzeug zurückgeführte Probe. |
|                                     |                           |                           |                    |                   | |
| 14.                                 | Rosetta                   | Rosetta                   | 2. März 2004       | ESA               | Der erste Kometen-Orbiter schwenkte im September 2014 in eine Umlaufbahn um 67P/Tschurjumow-Gerassimenko ein und setzte am 12. November 2014 den Lander Philae ab. Der Lander prallte aufgrund des Versagens der Landedüse und der Harpunen insgesamt zweimal von der Oberfläche des Kometen ab und verfehlte den geplanten Landeort. Beim dritten Bodenkontakt blieb der Lander am Boden stehen und übermittelte anschließend Daten, bis die Primärbatterie erschöpft war. |
|                                     |                           |                           |                    |                   | |
| 15.                                 | Deep Impact               | Deep Impact               | 12. Januar 2005    | NASA (USA)        | Deep Impact flog zum Kometen 9P/Tempel 1 und setzte dort 2005 ein 372 kg schweres Projektil (Impaktor) aus, das auf dem Kometen einschlug und einen Krater hinterließ. Das herausgeschleuderte Material wurde mit den Instrumenten der Sonde sowie mit weiteren Teleskopen auf der Erde und im Weltraum untersucht. In der erweiterten Mission EPOXI erreichte die Sonde den Kometen 103P/Hartley und flog 2010 in nur 700 km Entfernung an ihm vorbei. 2013 letzter Kontakt zur Sonde und Abbruch. |
|                                     |                           |                           |                    |                   | |
| 16.                                 | New Horizons              | New Horizons              | 19. Januar 2006    | NASA (USA)        | New Horizons flog am 14. Juli 2015 am Zwergplaneten Pluto vorbei und am 1. Januar 2019 an (486958) Arrokoth (damals inoffiziell Ultima Thule) in kurzer Distanz. Die Sonde beobachtet weitere Objekte im Kuipergürtel aus der Entfernung und misst die Heliosphäre. |
|                                     |                           |                           |                    |                   | |
| 17.                                 | Dawn                      | Dawn                      | 27. September 2007 | NASA (USA)        | Umkreiste und untersuchte von Juni 2011 bis Anfang September 2012 den Asteroiden Vesta, entdeckte dabei u. a. einen Schichtenaufbau ähnlich dem eines Planeten. Die Sonde verließ Vesta am 5. September 2012 und trat am 6. März 2015 in eine Umlaufbahn zur Erforschung des Zwergplaneten Ceres ein. |
| 2010er: 10 – 14 – 16                |                           |                           |                    |                   | |
| 18.                                 | Chang’e-2                 | Chang’e-2                 | 1. Oktober 2010    | China             | Die Sonde flog am 13. Dezember 2012 in einer Entfernung von minimal 3,2 Kilometern am erdnahen Asteroiden (4179) Toutatis vorbei und machte mehrere Bilder des Asteroiden aus Abständen von 93 bis 240 Kilometern. Zuvor umkreiste sie für etwa acht Monate den Mond und hielt sich dann etwa zehn Monate am Lagrangepunkt L2 des Sonne-Erde-Systems auf. |
|                                     |                           |                           |                    |                   | |
| 19.                                 | Hayabusa 2                | Hayabusa 2                | 3. Dezember 2014   | JAXA (Japan)      | Startete am 3. Dezember 2014 und erreichte den Zielasteroiden (162173) Ryugu Mitte 2018. Hat ihn mehr als ein Jahr untersucht, unter anderem den Lander MASCOT abgesetzt und Bodenproben entnommen. Die Rückkehrkapsel landete am 5. Dez. 2019 in Australien. Hayabusa 2 soll im Juli 2027 am Asteroiden (98943) 2001 CC21 vorbeifliegen und im Juli 2031 den erdnahen Asteroiden 1998 KY26 zu erreichen. |
| 19.                                 | PROCYON                   |                           | 3. Dezember 2014   | Japan             | Mini-Asteroid-Explorer, Huckepacknutzlast von Hayabusa 2, sollte am erdnahen Asteroiden (185851) 2000 DP107 vorbeifliegen. Aufgabe schlug fehl wegen Fehlfunktion des Ionentriebwerks. |
|                                     |                           |                           |                    |                   | |
| 20.                                 | OSIRIS-REx                | OSIRIS-REx artist         | 8. September 2016  | NASA (USA)        | Die Sonde flog zum erdnahen Asteroiden (101955) Bennu. Sie hat dort eine Bodenprobe entnommen, die am 24. September 2023 in einer Rückkehrkapsel auf die Erde gelangte. OSIRIS-REx fliegt weiter zum erdnahen Asteroiden Apophis fliegen, der 2029 erreicht werden soll. |
| 2020er: 21 – 22 – 23 – 24 – 25      |                           |                           |                    |                   | |
| 21.                                 | Lucy                      | Lucy                      | 16. Oktober 2021   | NASA (USA)        | Lucy, eine Raumsonde des Discovery-Programms, soll 2025 den Asteroiden (52246) Donaldjohanson im Hauptgürtel passieren und daraufhin die Trojaner des Jupiters erforschen. Dabei soll sie in den Jahren 2027 und 2028 fünf kleinere L4-Trojaner besuchen und darüber hinaus im Jahr 2033 Erkenntnisse über das massereichere L5-Doppelsystem aus (617) Patroclus und Menoetius sammeln. |
| 22.                                 | DART                      | DART                      | 24. November 2021  | NASA (USA)        | DART sollte am Beispiel des Doppelasteroiden Didymos prüfen, ob die Bahn eines Asteroiden durch den Einschlag einer Raumsonde geändert werden kann. Der Test war erfolgreich. |
|                                     |                           |                           |                    |                   | |
| 23.                                 | Near-Earth Asteroid Scout | Near-Earth Asteroid Scout | 16. November 2022  | NASA (USA)        | Ein CubeSat, der mit der Mission Artemis 1 gestartet wurde, sollte sich mit Hilfe eines Sonnensegels dem erdnahen Asteroiden 1991 VG nähern, in weniger als 10 km Abstand vorbeifliegen und Fotos machen. Das Sonnensegel hat sich nicht entfaltet und es konnten keine Funksignale der Sonde empfangen werden. |
|                                     |                           |                           |                    |                   | |
| 24.                                 | Psyche                    | Psyche                    | 13. Oktober 2023   | NASA (USA)        | Nach einem Swing-by am Mars soll die Sonde 2029 den Asteroiden Psyche erreichen. |
|                                     |                           |                           |                    |                   | |
| 25.                                 | Hera                      | Hera                      | 7. Oktober 2024    | ESA               | Hera soll 2026 den Doppelasteroid Didymos erreichen und dort zwei Cubesats aussetzen. Die Sonden sollen gemeinsam untersuchen, welche Auswirkungen die Einschlagssonde DART auf Didymos hatte. |
|                                     |                           |                           |                    |                   | |
| 26.                                 | Odin                      |                           | 27. Februar 2025   | Astroforge (USA)  | Teil eines privat finanzierten Asteroidenbergbauprojekts. Odin sollte den Asteroiden 2022 OB5 fotografieren, jedoch ging kurz nach dem Start der Funkkontakt mit der Sonde verloren. |
| 27.                                 | Tianwen-2                 |                           | 28. Mai 2025       | CNSA (China)      | Probenrückführmission zum Asteroiden (469219) Kamoʻoalewa, Weiterflug zum Hauptgürtelkometen 311P/PANSTARRS |
| Geplant: 25 – 27 – 29               |                           |                           |                    |                   | |
|                                     |                           |                           |                    |                   | |
|                                     | DESTINY+                  |                           | 2025               | JAXA (Japan) DLR  | DESTINY+ soll in einen niedrigen Erdorbit starten. In den nachfolgenden Monaten soll der Orbit mit Hilfe der Ionentriebwerke stetig ausgeweitet werden. Ein Vorbeiflug am Mond soll die Sonde dann in einen Orbit beschleunigen, der einen Vorbeiflug an dem Asteroiden (3200) Phaethon ermöglicht. |
|                                     |                           |                           |                    |                   | |
|                                     |                           |                           | 2027               | CNSA (China)      | Die noch zu benennende Raumsonde soll im April 2029 auf dem Asteroiden 2015 XF261 einschlagen, um dessen Bahn abzulenken. |
|                                     |                           |                           |                    |                   | |
|                                     | Comet Interceptor         |                           | 2029               | ESA JAXA (Japan)  | Der Comet Interceptor soll am L2-Punkt des Erde-Mond-Systems geparkt werden. Sobald sich eine Gelegenheit ergibt, soll er von dort aus einen neuen Kometen oder ein interstellares Objekt besuchen. |
| Konzepte                            |                           |                           |                    |                   | |
|                                     | Ramses                    |                           | 2028               | ESA               | Sonde zu Apophis |
|                                     | MBR Explorer              |                           | 2028               | MBRSC (VAE)       | Die Raumsonde würde nach je einem Swing-by an Venus (2028) und Erde (2029) den Asteroidengürtel erreichen (2030), an den sechs Asteroiden (10253) Westerwald, (623) Chimaera, (13294) Rockox, 88055 (2000 VA28), 23871 (1998 RC76) und 59980 (1999 SG6) vorbeifliegen und 2033 auf (269) Justitia einen Lander mit Rover absetzen. |
|                                     | Janus A & B               | Janus                     | 2028               | NASA (USA)        | Janus A und B könnten 2028 starten und den erdnahen Asteroiden (99942) Apophis untersuchen. |